# Pete Wernick
Pete Wernick (New York, 25 februari 1946) is een Amerikaanse banjospeler. Hij is een vijfsnarige banjospeler in het bluegrass-muziekcircuit sinds de jaren 1960, oprichter van de bands Country Cooking en Hot Rize, Grammy Award-genomineerde en docent, met verschillende instructieboeken en video's over banjo en bluegrass, en een netwerk van bluegrass-jamleraren genaamd The Wernick Method. Hij was van 1986 tot 2001 de eerste president van de International Bluegrass Music Association. Wernick is ook een uitgesproken atheïst en humanist en leidde ooit een seculiere humanistische congregatie in Boulder (Colorado).

## Biografie
Pete Wernick werd geboren in New York en begon op 14-jarige leeftijd banjo te spelen. Hij studeerde aan de Columbia University en was in de jaren 1960 gastheer van het enige bluegrass-radioprogramma van New York op WKCR-FM en behaalde een Ph.D. in de sociologie, vandaar de bijnaam "Dr. Banjo". In 1970 richtte hij samen met Tony Trischka, Russ Barenberg, John Miller en Nondi Leonard Country Cooking op in Ithaca (New York), terwijl hij werkte aan de Cornell University. Ze namen vier albums op voor Rounder Records, met gebruikmaking van de talenten van onder meer Kenny Kosek, Harry Gilmore (later bekend als Lou Martin) en Andy Statman.
In 1976 vestigden Wernick en zijn vrouw Nondi Leonard (nu bekend als Joan Wernick) zich in Niwot, Colorado en begonnen met Tim O'Brien "Niwot Music" te ontwikkelen, die alleen uit banjo, mandoline en bas bestond. De muziek werd vertoond op zijn soloalbum Dr. Banjo Steps Out uit 1977. In januari 1978 formeerde hij met O'Brien, Charles Sawtelle en Mike Scap de bluegrassband Hot Rize. Nick Forster verving Scap in mei 1978 en voltooide de klassieke bezetting van de band, die 12 jaar lang tot april 1990 nationaal en internationaal fulltime opnam en optrad. Hot Rize nam veel door Wernick geschreven originelen op, waaronder de standard Just Like You en instrumentals als Gone Fishing en Powwow the Indian Boy. Na te zijn ontbonden als een fulltime eenheid, ging de band door met verschillende optredens per jaar tot 1998, het jaar voor Sawtelle's overlijden. Momenteel leidt hij de bluegrass/jazz-combo Flexigrass en was hij ooit lid van de bluegrass-band Long Road Home uit Colorado. Hij treedt ook op met zijn vrouw Joan (Dr. and Nurse Banjo) en met Hot Rize voor beperkte tournees en muziekfestivals.
In 1986 koos het bestuur van de nieuw gevormde IBMA (International Bluegrass Music Association) Wernick tot eerste president, een positie die hij bekleedde tot 2001. Wernick was een van de leden van de kortstondige bluegrass-superband Men with Banjos who Know How to Use Them, die onder andere Steve Martin en Earl Scruggs omvatte. In 2010 waren de Wernicks de eerste Amerikanen, die als bluegrass-act op tournee gingen in Rusland, waar ze optraden op het eerste jaarlijkse Russische bluegrassfestival in Vologda, Semenkovo en Sint-Petersburg. Het duet trad de afgelopen jaren ook op in Ierland, Engeland, Denemarken, Israël, Tsjechië, Duitsland, Zwitserland en Nederland.
Wernick is een prominente leraar van bluegrass, die sinds 1980 meer dan 200 muziekkampen heeft georganiseerd en nog steeds elk jaar dirigeert. Na te zijn begonnen als banjokampen, hebben deze zich sinds 1999 voornamelijk gericht op bluegrass-jamming voor alle bluegrass-instrumenten. Wernick heeft 10 instructievideo's voor Homespun geproduceerd en zijn boeken Bluegrass Banjo en Bluegrass Songbook hebben samen meer dan een derde van een miljoen exemplaren verkocht. Hij was ook co-auteur in 1987 met Tony Trischka van de encyclopedische Masters of the Five String Banjo. Sinds 1999 heeft zijn website DrBanjo.com veel instructieartikelen en een Ask Dr. Banjo-sectie gepresenteerd. In 2010 creëerde Wernick The Wernick Method, een nationaal netwerk van bluegrass-docenten, die hij certificeert om bluegrass-jammen te leren. Vanaf 2020 hebben docenten van Wernick Method 900 lessen gegeven in 46 staten en 11 landen, waarbij meer dan 10.000 studenten werden geregistreerd. Wernick is ook een overlevende van de vliegramp van United Airlines-vlucht 232. Hij componeerde een nummer geïnspireerd door dat incident, genaamd A Day In '89 (You Never Know), maar heeft er nog geen opname van uitgebracht.
- International Standard Name Identifier: 0000 0000 3117 512X
- Library of Congress Control Number: n88252279
- MusicBrainz: 4ca3f04f-cb80-4375-8d34-882ceff17dee
- SNAC: w6vq4czf
- Virtual International Authority File: 247578251
- WorldCat: E39PBJhd6Pp3TmywVQFDVbTbVC